# Vladimíra Tesařová
Vladimíra Tesařová (* 19. února 1958 Praha) je česká sklářská výtvarnice.

## Dílo

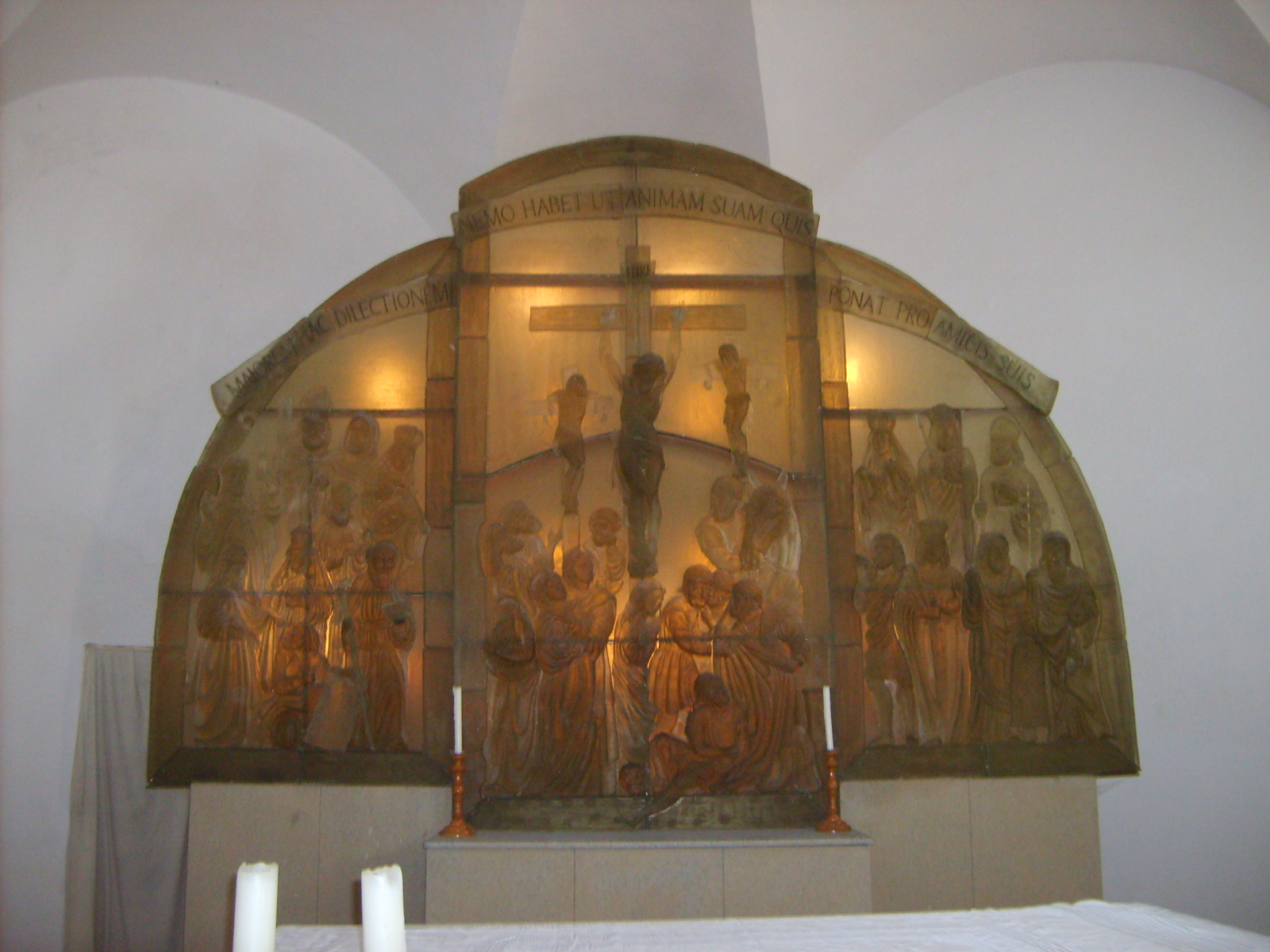
Skleněný oltář

Její tvorba byla ovlivněna na Umělecko-průmyslové škole sklářské (SUPŠS) v Železném Brodě, když již během studia byly její práce prezentovány na výstavách v Japonsku, USA, Itálii, Belgii a v Kanadě. Velký úspěch sklidila na EXPO Sevilla ’92. Vytvořila velké skleněné plastiky pro bankovní domy v Praze (Komerční banka na Malostranském náměstí, Česká spořitelna ve Vodičkově ulici).
Pro poutní kostel sv. Vintíře v šumavské osadě Dobrá Voda vytvořila skleněný oltář. S nápadem projektu vytvořit pro kostel na Dobré Vodě skleněný oltář s připomenutím osobnosti patrona kostela (blahoslaveného Vintíře, často zvaného svatým) a použitím materiálu navázat na sklářskou tradici Šumavy, přišla výtvarnice v roce 2000. Po konzultacích s diecézí byl vytvořen přímo v  domě výtvarnice v Dobré Vodě skleněný oltář, který je světovým unikátem. Oltářní retabulum je pojednáno jako třídílný reliéf o rozměrech 4,5 × 3,2 m ve formě skleněné tavené plastiky z kompozičního skla. Střední (největší) část znázorňuje Kristovu oběť na kříži, v postranních křídlech triptychu jsou zpodobněny postavy světců spojených s osobou bl. Vintíře a světci uctívaní ve střední Evropě. V levé části je zobrazen sv. Štěpán a jeho manželka bl. Gisela, bl. Vintíř, opat sv. Gothard, sv. Jan Nepomucký, sv. Anežka Česká. Na pravém křídle je umístěn sv. Jan Křtitel, sv. Václav, patroni Evropy Cyril a Metoděj, řezenský biskup sv. Wolfgang, císař sv. Jindřich II., sv. Ludmila. Celkově má oltář šířku 5 m, výšku 3,5 m a hmotnost 5 tun. Později v kostele přibyla skleněná křížová cesta, socha svatého Vintíře v životní velikosti, menza, ambon a také betlém vážící 2 tuny. Nejnovějším dílem umělkyně je socha Panny Marie, která ozdobí kostel od roku 2021.
Další skleněný oltář pocházející z dílny sklářské umělkyně, i když v menším provedení, se nachází v kapli Panny Marie Bolestné ve Vatěticích.
Její socha na mostě přes řeku Otavu v Čepicích u Sušice na Klatovsku je od května 2011 největší skleněná plastika (1,75 metru) sv. Jana Nepomuckého na světě. Socha je oboustranná, prohlédnout si ji tedy mohou kolemjdoucí i vodáci.
Skleněná socha Ježíše Krista zdobí od roku 2011 kapli na Hůrce nedaleko Hartmanic.
S láskou k šumavským poutním místům byla vytvořena i skleněná plastika rukou, do nichž spadá zázračný pramen v Hauswaldské kapli u Srní.
Oltář Nanebevzetí Panny Marie je možno zhlédnout v Domažlicích v severní kapli kostela Nanebevzetí Panny Marie. Jedná se o největší basreliéf v Čechách.